# Iris (opéra)
Iris est un opéra en trois actes de Pietro Mascagni sur un livre en italien de Luigi Illica, créé le 22 novembre 1898 au Teatro Costanzi à Rome, sous la direction du compositeur.

## Contexte et création
L'histoire se passe Japon à une époque imaginaire. Le sujet offre des ressemblances avec Madame Butterfly de Giacomo Puccini, opéra qui l'a probablement éclipsé. Les deux héroïnes sont toutes deux victimes de l'égotisme masculin mais alors que Butterfly croit avoir épousé un jeune officier américain qui s'est juste amusé avec ce qu'il considère comme une jeune prostituée, Iris résiste aux hommes qui l'enlèvent pour la vendre. Leur destin sera pourtant similaire et leur honneur bafoué ne pourra être retrouvé que par la mort qu'elles se donnent.
Pietro Mascagni est l'un des fer de lance du vérisme qui puise son inspiration dans l'actualité en brossant des tranches de vie, loin de l'illustration classique des faits historiques ou de la mythologie d'antan. C'est la découverte du Japon par l'Occident au milieu du dix-neuvième siècle qui conduit à cette fascination partagée par de nombreux artistes. Mascagni s'inspire d'une légende appartenant au Livre de Jade et le livret de Luigi Illica est empreint de poésie et de mystère.
Iris est rarement joué y compris en Italie, comme la plupart des oeuvres de Pietro Mascagni même si une reprise s'amorce avec diverses représentations plus récentes comme la représentation du 26 octobre 1962 au Concertgebouw d’Amsterdam qui a été enregistrée et donne lieu à l'une des rares références au disque de cet opéra. La soprano Magda Olivero, encore considérée comme une référence d'interprétation du rôle « La chanteuse touche le cœur, splendide dans tous les registres de la voix, entre force et fragilité. Il faut l’entendre interpréter  « Ognora sogni, sogni et sogni » et « pingo…pingo, ma il mio pennillo » . Elle confère ici à son interprétation un désespoir lumineux dans les accents d’une douloureuse beauté qui préfigure le « un bel dì vedremo » puccinien. ».
Dans une mise en scène, de Hugo de Hana, l'Opéra de Rome a donné quelques représentations en 1996 avec Daniela Dessi et José Cura.
Plus récemment, une version concert a été donnée au Festival de Radio France à Montpellier le 15 juillet 2016 avec Sonya Yoncheva dans le rôle-titre puis, l'opéra a été mis en scène au Bard SummerScape Opera à New York le 22 juillet 2016 avec Talise Trevigne en Iris,,.
Le Teatro Real de Madrid proposait également les 18 et 20 mai 2020, deux représentations concertantes, avec Ermonella Jaho dans le rôle-titrequi ont été annulées du fait des restrictions COVID mais seront reprises lors de la saison 2025-2026, en octobre 2025. La représentation donnée le 18 février 2020, à la Grosser Saal du Konzerthaus de Berlin avec Karine Babajanyan, a fait l'objet d'un enregistrement sorti en 2021.
Cet opéra est considéré par certains comme étant le meilleur de Mascagni, et bien supérieur à Cavalleria rusticana. Son harmonie est plus raffinée, ainsi que son orchestration. Forum Opera dans son article « Iris, un chef-d’œuvre à redécouvrir », souligne ainsi « Avec Iris, Mascagni a mené le mélodrame brut de Cavalleria Rusticana vers un romantisme plus subtil, plus raffiné musicalement. Cette œuvre est un paradoxe car elle tire son essence du contraste entre la magnificence musicale et un drame douloureusement noir ».

## Rôles, tessitures et interprètes de la Première
| Rôle                                                              | Tessiture | Distribution de la Première du 22 Novembre 1898 Direction musicale: Pietro Mascagni |
| ----------------------------------------------------------------- | --------- | ----------------------------------------------------------------------------------- |
| Iris                                                              | Soprano   | Hariclea Darclée                                                                    |
| Il Cieco                                                          | Basse     | Giuseppe Tisci Rubini                                                               |
| Osaka                                                             | Ténor     | Fernando De Lucia                                                                   |
| Kyoto                                                             | Baryton   | Guglielmo Caruson                                                                   |
| Geisha                                                            | Soprano   | Ernestina Tilde Milanesi                                                            |
| Mercier                                                           | Ténor     | Eugenio Grossi                                                                      |
| Marchand de chiffons                                              | Ténor     | Piero Schiavazzi                                                                    |
| Chœur : commerçants, geishas, blanchisseuses, samouraïs, citoyens |           |                                                                                     |

## Argument et grands airs

### Acte 1
Ouverture et chœur, aria, l'Hymne du soleil « Son io! ~ son io, la vita! ~ son la beltà infinita, la luce ed il calor. »
Iris, jeune et innocente fille d'un vieil homme aveugle, Il Cieco, vit heureuse, profitant du soleil et des simples plaisirs de la nature. Elle s'éveille avec un long monologue, l'air « Ho fatto un triste sogno pauroso » (j'ai fait un rêve triste et effrayant).
Arrive Osaka, un jeune seigneur en quête d'aventures, qui projette de l'enlever avec l'aide de Kyoto, maître dans une maison de geishas. Au dialogue entre les deux compères succède un échange entre Iris et son père.
Lors d'un spectacle de marionnettes, Osaka entre déguisé en enfant du soleil et chante une sérénade « Apri la tua finestra! ~ Jor son io che vengo al tuo chiamar, povera Dhia » (Ouvre ta fenêtre ! ~ C'est moi Jor/Je viens à ton appel, pauvre Dhia). Il conquiert aussitôt le cœur d'Iris. Mais des samouraïs l'enlèvent et la conduisent  dans une maison de geishas de Kyoto, appelée Yoshiwara. Avant de partir, Kyoto dépose anonymement de l'argent sur le pas de la porte d'Il Cieco, ainsi qu'un mot lui indiquant où elle est allée et lui laissant entendre qu'elle a abandonné son pauvre père.

### Acte 2
À Yoshiwara, où, « No, il sole non penetra nelle case verdi! »(non le soleil ne pénètre pas dans tes serres), Iris se réveille croyant avoir trouvé la mort et s'imaginant au Paradis.
Osaka arrive et tente de la séduire, mais ne parvient pas à la convaincre de céder à ses avances.
Fatigué et agacé par sa simplicité et son innocence, Osaka demande à Kyoto de se débarrasser d'elle. Au lieu de cela, Kyoto, espérant tirer profit d'Iris, l'expose à la foule sur un balcon de la maison. Il Cieco, pensant qu'Iris s'est rendue de son plein gré à la maison des geishas, s'y rend. Il la maudit et lui jette de la boue au visage à plusieurs reprises. Elle est prise d'une soudaine folie face aux agissements incompréhensibles de son père. Avant que quiconque, y compris Osaka, rongée par les remords, ne puisse l'arrêter, Iris se précipite dans la maison et se jette dans un puits menant à un égout.

## Acte 3
Le lendemain matin, dans l'égout, des chiffonniers commencent à voler les vêtements de soie d'Iris ; elle reprend vie, effrayant les chiffonniers.
Elle délire et s'imagine entendre les voix des trois hommes, d'abord Osaka, puis Kyoto, et enfin Il Cieco, qui se moquent d'elle. Elle chante l'air « Ancora il triste sogno pauroso!.Visioni!... Affanni!... Angoscie!... » (Toujours le triste rêve effrayant !...Visions!... Inquiétudes!... Angoisse!...)
Elle se réjouit en sentant les chauds rayons du soleil levant, accompagnés du retour de l'« Hymne au Soleil », « Son io! ~ Son io, la vita! ~ Son la beltà infinita, la luce ed il calor. » (C'est moi! ~ C'est moi, la vie ! ~ Je suis la beauté infinie, la lumière et la chaleur). Elle meurt. Des tiges de fleurs s'enroulent autour de son corps emportent l'âme d'Iris au ciel.

## Grands airs
- Ancora il triste sogno pauroso! (Toujours le triste rêve effrayant ! ) (Iris)

- Apri la tua finestra! Jor son io (Ouvre ta fenêtre ! Je suis Jor) (Osaka)

- Ho fatto un triste sogno pauroso (J'ai fait un rêve triste et effrayant) (Iris)

- Oh, come al tuo sottile (Oh comme tu es mince) (Osaka, Iris)

- Son io! son io, la vita! (je suis la vie)(Il sole)

- Un dì, ero piccina (un jour, j'étais petite) (Iris) .....

## Orchestration
| Bois               | Percussions            | Cordes         |
| ------------------ | ---------------------- | -------------- |
| 2 flûtes           | Timbales (groupe de 4) | Violons 1 et 2 |
| 1 piccolo          | Grosse caisse          | Alto           |
| 2 hautbois         | Cymbales               | Violoncelle    |
| 1 Cor anglais      | Triangle               | Contrebasse    |
| 2 Clarinettes      | Glockenspiel           | 2 harpes       |
| 1 clarinette basse | Jeu de tam-tam         |                |
| 2 bassons          | Tambour                |                |
| 1 contrebasson     | Caisse claire          |                |
| Cuivres            | Tambourin              |                |
| 4 Cors             | Timbales japonaises    |                |
| 3 trompettes       |                        |                |
| 4 trombones        |                        |                |
| 4 cornets          |                        |                |

## Discographie
- Iris - avec Magda Olivero, Luigi Ottolini, Renato Capecchi, Plinio clabassi, sous la direction musicale de Fulvio Vernizzi - Amsterdam, Concertgebouw, deux CD GL 100.710 publiés par Gala Records- 1962
- Iris - avec Placido Domingo, Ilona Tokody, Juan Pons, Bonaldo Giaiotti, Chor Des Bayerischen Rundfunks, Münchner Rundfunkorchester, Giuseppe Patanè – CBS - 1989

- Iris - avec Svetlana Katchour, Francesco Anile, Hannu Niemelä, Kouta Räsäsen, sous la direction de Niksa Bareza  - Chemnitz, CD7375 édité par House of Opera) - 2007
- Iris - avec Karine Babajanyan, Samuele Simoncini, Ernesto Petti, David Oštrek, sous la direction de Felix Krieger, Deux CD Oehms (OC991), enregistrés en public le 18 février 2020, à la Grosser Saal du Konzerthaus, Berlin - 2021.